# Église Sainte-Eulalie de Marquixanes

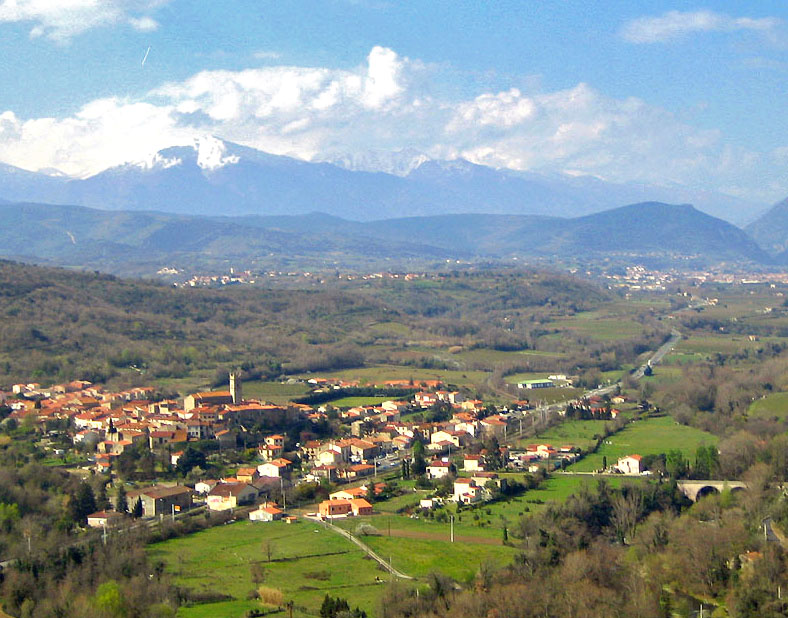
Vue générale du village de Marquixanes

Pour les articles homonymes, voir église Sainte-Eulalie.
L'église Sainte-Eulalie et Sainte-Julie de Marquixanes est une église catholique située à Marquixanes, dans le département français des Pyrénées-Orientales.

## Histoire
L'église primitive de Marquixanes est mentionnée en 1025 dans le cadre d'un échange entre l'abbé de Saint-Martin-du-Canigou et l'évêque d'Elne, Berenguer III. Il ne reste presque rien de cette petite église romane. L'église actuelle dédiée à Sainte-Eulalie et Sainte-Julie a été construite au XVIIe siècle. Bien que le clocher ait été construit en plusieurs étapes la date de 1611 est gravée au dessus de sa porte d'entrée.